# Południowa Afryka na Mistrzostwach Świata w Lekkoatletyce 2013
Południowa Afryka na Mistrzostwach Świata w Lekkoatletyce 2013 – reprezentacja Republiki Południowej Afryki podczas mistrzostw świata w Moskwie liczyła 56 zawodników. Zdobyła 1 medal.

## Medaliści
| Medal | Zawodnik     | Konkurencja             |
| ----- | ------------ | ----------------------- |
|       | Johan Cronje | bieg na 1500 m mężczyzn |

## Występy reprezentantów Republiki Południowej Afryki

### Mężczyźni

#### Konkurencje biegowe
| Konkurencja                | Zawodnik            | Runda 1  | Runda 1 | Półfinał     | Półfinał | Finał        | Finał   |
| Konkurencja                | Zawodnik            | Rezultat | Pozycja | Rezultat     | Pozycja  | Rezultat     | Pozycja |
| -------------------------- | ------------------- | -------- | ------- | ------------ | -------- | ------------ | ------- |
| Bieg na 100 m              | Anaso Jobodwana     | 10,17 Q  | 16.     | 10,17 Q      | 16.      | NQ           | NQ      |
| Bieg na 100 m              | Akani Simbine       | 10,38    | 37.     | NQ           | NQ       | NQ           | NQ      |
| Bieg na 200 m              | Anaso Jobodwana     | 20,17    | 1. Q    | 20,13 (PB)   | 5. Q     | 20,14        | 6.      |
| Bieg na 400 m              | Wayde van Niekerk   | 46,37    | 26.     | NQ           | NQ       | NQ           | NQ      |
| Bieg na 800 m              | André Olivier       | DNS      | DNS     | NQ           | NQ       | NQ           | NQ      |
| Bieg na 1500 m             | Johan Cronje        | 3:39,95  | 22. Q   | 3:43,71 (PB) | 16. Q    | 3:36,83      | brąz    |
| Bieg na 5000 m             | Elroy Gelant        | 13:25,07 | 11. q   | —            | —        | 13:43,48     | 12.     |
| Bieg na 10 000 m           | Stephen Mokoka      | —        | —       | —            | —        | 28:11,61     | 20.     |
| Maraton                    | Sibusiso Nzima      | —        | —       | —            | —        | 2:26:32      | 43.     |
| Maraton                    | Hendrick Ramaala    | —        | —       | —            | —        | 2:30:23      | 47.     |
| Bieg na 400 m przez płotki | Cornel Frederics    | 49,66    | 12. Q   | 48,85        | 9.       | NQ           | NQ      |
| Bieg na 400 m przez płotki | Louis Jacob van Zyl | 50,05    | 25.     | NQ           | NQ       | NQ           | NQ      |
| Bieg na 400 m przez płotki | PC Beneke           | 51,14    | 31.     | NQ           | NQ       | NQ           | NQ      |
| Chód na 20 km              | Lebogang Shange     | —        | —       | —            | —        | DNF          | DNF     |
| Chód na 50 km              | Marc Mundell        | —        | —       | —            | —        | 3:57:55 (SB) | 31.     |

#### Konkurencje techniczne
| Konkurencja    | Zawodnik               | Eliminacje | Eliminacje | Finał     | Finał   |
| Konkurencja    | Zawodnik               | Rezultat   | Pozycja    | Rezultat  | Pozycja |
| -------------- | ---------------------- | ---------- | ---------- | --------- | ------- |
| Skok w dal     | Godfrey Khotso Mokoena | 8,16       | 2. Q       | 8,10      | 7.      |
| Skok w dal     | Zarck Visser           | 7,79       | 17.        | NQ        | NQ      |
| Pchnięcie kulą | Orazio Cremona         | 19,42      | 15.        | NQ        | NQ      |
| Rzut dyskiem   | Victor Hogan           | 62,45      | 12. q      | 64,35     | 5.      |
| Rzut młotem    | Chris Harmse           | 71,42      | 24.        | NQ        | NQ      |
| Rzut oszczepem | John Robert Oosthuizen | 74,36      | 31.        | NQ        | NQ      |
| Dziesięciobój  | Willem Coertzen        | —          | —          | 8343 (AR) | 9.      |

### Kobiety

#### Konkurencje biegowe
| Konkurencja                | Zawodniczka       | Runda 1  | Runda 1 | Półfinał | Półfinał | Finał        | Finał   |
| Konkurencja                | Zawodniczka       | Rezultat | Pozycja | Rezultat | Pozycja  | Rezultat     | Pozycja |
| -------------------------- | ----------------- | -------- | ------- | -------- | -------- | ------------ | ------- |
| Bieg na 200 m              | Justine Palframan | 23,64    | 35.     | NQ       | NQ       | NQ           | NQ      |
| Maraton                    | Tanith Maxwell    | —        | —       | —        | —        | 2:56:37 (SB) | 42.     |
| Bieg na 400 m przez płotki | Anneri Ebersohn   | 57,90    | 25.     | NQ       | NQ       | NQ           | NQ      |

#### Konkurencje techniczne
| Konkurencja    | Zawodniczka      | Eliminacje | Eliminacje | Finał    | Finał   |
| Konkurencja    | Zawodniczka      | Rezultat   | Pozycja    | Rezultat | Pozycja |
| -------------- | ---------------- | ---------- | ---------- | -------- | ------- |
| Skok w dal     | Lynique Prinsloo | 6,17       | 27.        | NQ       | NQ      |
| Rzut oszczepem | Sunette Viljoen  | 64,51      | 3. Q       | 63,58    | 6.      |